# Aligot

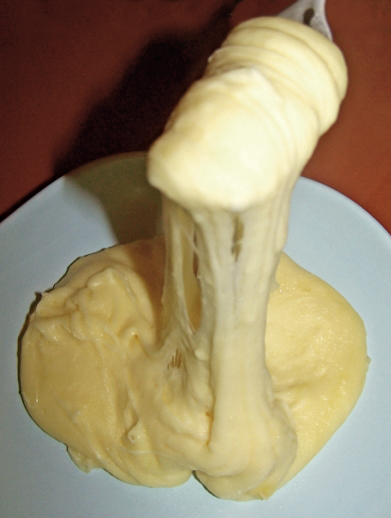
Aligot

Aligot är en maträtt som traditionellt hänförs till departementet Aveyron i Frankrike. Aligot görs på potatismos och smält ost, ofta smaksatt med vitlök. Från början tillagades rätten av munkar till pilgrimer på väg till Santiago de Compostela men då användes bröd istället för potatis. När rätten introducerades i Frankrike byttes brödet ut mot potatis eftersom det gav anrättningen en mer angenäm konsistens.